# Cầu Ninh Chử
Cầu Ninh Chử là một cây cầu bắc qua cửa biển Khánh Hội – Đầm Nại tại huyện Ninh Hải, tỉnh Ninh Thuận, Việt Nam.
Cầu là một phần của tuyến đường ven biển Ninh Thuận, nối liền thị trấn Khánh Hải và xã Tri Hải thuộc huyện Ninh Hải.
Cầu Ninh Chử có chiều dài 511,4 m, gồm 13 nhịp, trong đó phần cầu chính có 3 nhịp, chiều rộng của cầu là 11 m.
Công trình có tổng mức đầu tư hơn 296 tỷ đồng, được khởi công vào ngày 17 tháng 10 năm 2009 và thông xe vào ngày 26 tháng 8 năm 2014.